# Nowohrodiwka
Nowohrodiwka (ukrainisch Новогродівка; russisch Новогродовка Nowogrodowka) ist eine kleine Bergbaustadt im Osten der Ukraine mit 1500 Einwohnern (2024).

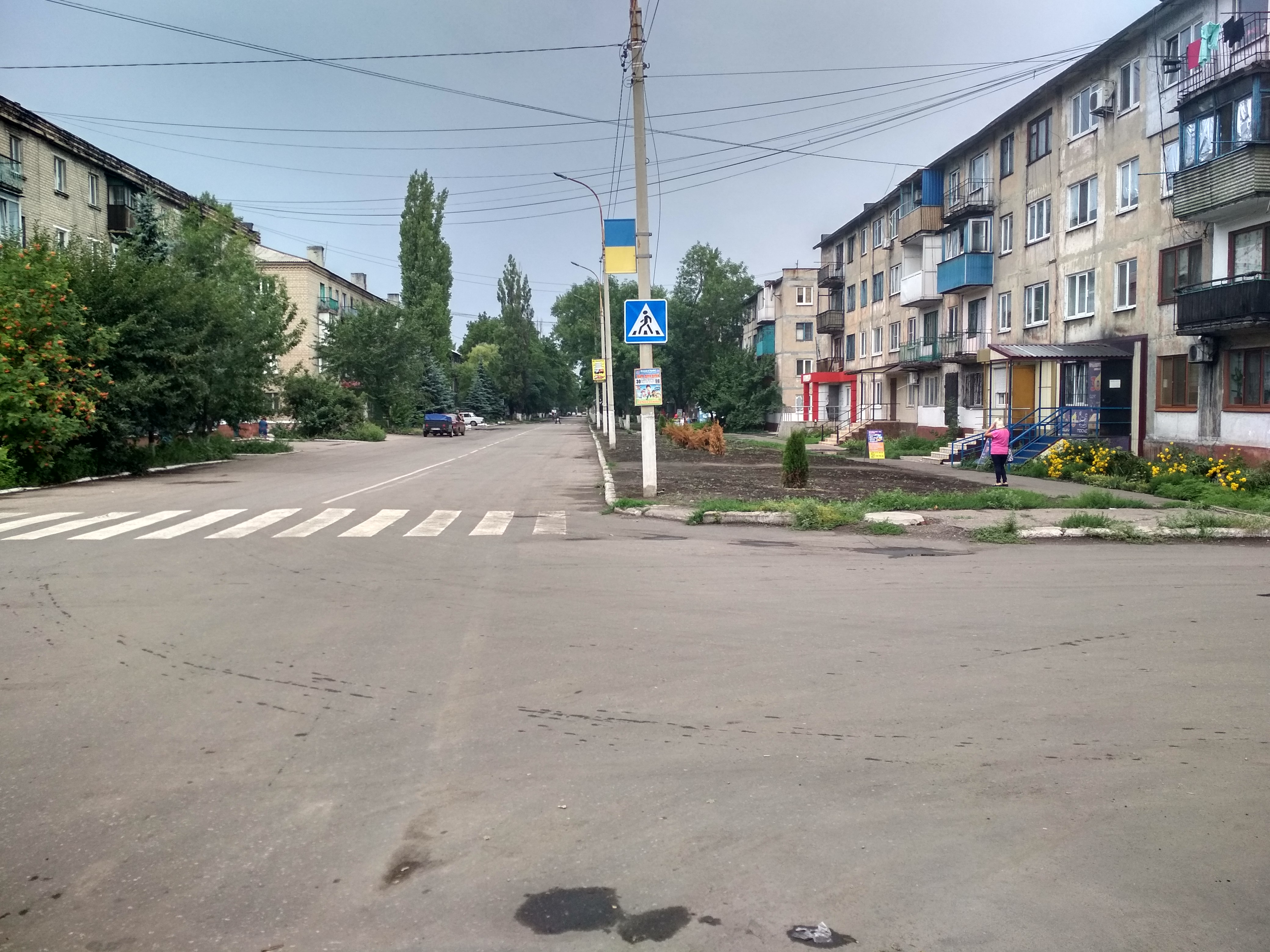
Straße im Ort

## Geographie
Die Stadt liegt im Donezbecken in der Oblast Donezk 45 km nordwestlich zum Oblastzentrum Donezk und ist eine Nachbarstadt von Selydowe, zu deren Stadtgemeinde sie bis 1992 gehörte. Zwischen den beiden Städten verläuft die Fernstraße M 04, eine Teilstrecke der Europastraße 50.

## Geschichte
Gegründet wurde die heutige Stadt als Siedlung namens Hrodiwka (ukrainisch Гродівка) im Jahre 1939 im Zusammenhang mit dem Bau des Kohlebergwerkes "Nowohrodowska".
Am 3. September 1943 wurde die Stadt von der Besatzung der Wehrmacht befreit.
Den Status einer Stadt sowie den heutigen Namen erhielt die Stadt im Jahr 1958. Am 26. Juni 1992 wurde die Stadt, welche bis dahin dem Rajon Krasnoarmijsk innerhalb der Stadtgemeinde von Selydowe unterstellt war, unter direkte Oblastverwaltung gestellt.

## Verwaltungsgliederung
Am 12. Juni 2020 wurde die Stadt zum Zentrum der neugegründeten Stadtgemeinde Nowohrodiwka (Новогродівська міська громада/Nowohrodiwska miska hromada). Zu dieser zählen auch die Siedlung städtischen Typs Komyschiwka, die 12 in der untenstehenden Tabelle aufgelisteten Dörfer sowie die Ansiedlung Ptytsche, bis dahin bildete der Ort die gleichnamige Stadtratsgemeinde Nowohrodiwka (Новогродівська міська рада/Nowohrodiwska miska rada) unter Oblastverwaltung im Osten des ihn umgebenden Rajons Pokrowsk.
Am 17. Juli 2020 wurde der Ort selbst ein Teil des Rajons Pokrowsk.
Folgende Orte sind neben dem Hauptort Nowohrodiwka Teil der Gemeinde:
| Name                     | Name        | Name                           |
| ukrainisch transkribiert | ukrainisch  | russisch                       |
| ------------------------ | ----------- | ------------------------------ |
| Dolyniwka                | Долинівка   | Долиновка (Dolinowka)          |
| Halyzyniwka              | Галицинівка | Галицыновка (Galizynowka)      |
| Kalynowe                 | Калинове    | Калиново (Kalinowo)            |
| Karliwka                 | Карлівка    | Карловка (Karlowka)            |
| Komyschiwka              | Комишівка   | Камышевка (Kamyschewka)        |
| Lissiwka                 | Лісівка     | Лесовка (Lessowka)             |
| Maryniwka                | Маринівка   | Мариновка (Marinowka)          |
| Memryk                   | Мемрик      | Мемрик (Memrik)                |
| Mychajliwka              | Михайлівка  | Михайловка (Michailowka)       |
| Mykolajiwka              | Миколаївка  | Николаевка (Nikolajewka)       |
| Nowoschelanne            | Новожеланне | Новожеланное (Nowoschelannoje) |
| Orliwka                  | Орлівка     | Орловка (Orlowka)              |
| Ptytsche                 | Птиче       | Птичье (Ptitschje)             |
| Sawitne                  | Завітне     | Заветное (Sawetnoje)           |

## Bevölkerung
| 1959   | 1970   | 1979   | 1989   | 2001   | 2005   | 2019   |
| ------ | ------ | ------ | ------ | ------ | ------ | ------ |
| 14.296 | 22.902 | 20.804 | 19.429 | 17.473 | 16.587 | 14.615 |

Quellen: 1959;
1970;
1979;
ab 1989

## Religionen

### Evangelisch-lutherisch
In Nowohrodiwka besteht eine evangelisch-lutherische Gemeinde, die zur Deutschen Evangelisch-Lutherischen Kirche der Ukraine (DELKU) gehört. 15 Jahre hatte sie sich in einem Privathaus oder in einem Keller versammeln müssen. Am 21. Juni 2020 konnte sie eine neue erbaute Kapelle in Besitz nehmen, deren Einweihung der bischöfliche Visitator Pawlo Schwarz vornahm.